# 朗布尔县
朗布尔（Rangpur District）为孟加拉国朗布尔专区辖县，位于孟加拉国北部。县境县境北与尼尔帕马里接壤，南与戈伊班达毗邻，东接古里格拉姆，西连迪纳杰布尔县。全县年平均降雨量2,931毫米，平均气温11.2°C（最低）至32.3°C（最高）。县域总面积2,307.78公里2，总人口251,699人（2001）；全县共分置8乌帕齐拉（Upazila）。